# Sarah Mather
Sarah Mather,  (Brooklyn, Nueva York; 1796-21 de junio de 1868) fue una inventora estadounidense que inventó y patentó el primer telescopio submarino, antecesor del periscopio.

## Vida personal
El Diccionario Biográfico de la Mujer en la Ciencia (“The Biographical Dictionary of Women in Science”, Marilyn Bailey Ogilvie, Joy Harvey y Margaret Rossiter, 2000), una vasta obra que compila las biografías de cerca de 3.000 mujeres, sugiere que Mather contrajo matrimonio y tuvo por lo menos una hija, mas no agrega detalles sobre sus contribuciones en el campo de la óptica y la física.
Nació en Estados Unidos donde desarrolló el trabajo que le otorgaría su reconocimiento científico. Inventó un aparato que constaba de diferentes lentes, que le permitían observar el fondo marino.

## El telescopio submarino
Según la patente registrada el 16 de abril de 1845 el telescopio submarino era un dispositivo consistente en un tubo con una lámpara en un extremo y una serie de prismas ópticos o espejos unidos a un extremo, para de esta forma iluminar diversos objetos al ser sumergidos. Al ser un telescopio permitiría examinar dichos objetos desde la superficie.
Entre las posibles aplicaciones del invento, Mather señaló que se podría emplear basura  para examinar los cascos de los barcos sin necesidad de buzos o tener que varar el barco (algo muy costoso), localización de bancos de pesca, examinar o descubrir objetos debajo del agua, para pescar, voladura de fondos para canales, etc.
En 1864 registró una segunda patente con mejoras respecto del primer prototipo: en primer lugar, un cambio en el sistema de iluminación prevenía que la lámpara se apagara por las fuertes presiones subacúaticas, y, por otro lado, un juego de espejos dobles permitía mayor amplitud de visión sin tener que mover la lámpara o el telescopio.                                                                                                                                                                                                                                                                              